# Helena i mężczyźni
Helena i mężczyźni (tytuł oryg. Eléna et les hommes) – francusko-włoska komedia romantyczna z 1956 w reżyserii Jeana Renoira.

## Fabuła
Film opowiada humorystycznie o perypetiach polskiej arystokratki, Heleny Sorokowskiej (granej przez Ingrid Bergman), targanej wątpliwościami, co do wyboru mężczyzny.
Akcja toczy się w bliżej nieokreślonym czasie (najprawdopodobniej jest to początek XX w.), w dzień francuskiego święta narodowego – 14 lipca. W tym dniu kochanek Heleny, młody kompozytor, zawiadamia ją o fakcie przyjęcia do gry jego opery przez mediolańską la Scalę. Kobieta dostrzega w tym prawdopodobny koniec związku – mężczyzna jest młody, niedoświadczony i może go oślepić taki sukces. Postanawia więc porzucić kochanka. Po podjęciu decyzji udaje się na samotny spacer po Paryżu. Podczas parady wojskowej poznaje bożyszcze tłumu – generała Rollana (w tej roli Jean Marais). Generał tego dnia otrzymuje nominację na ministra wojny i wspaniale wygląda w galowym mundurze. Niestety – jest wplątany w różnorakie intrygi, których celem jest objęcie dyktatorskiej władzy nad krajem. Poznając jednak w dalszej części filmu Helenę, zakochuje się w niej bez pamięci i jest nawet gotów porzucić wodzowskie ambicje. Tego samego dnia poznaje ona jednak drugiego mężczyznę – Henryka (osobę zupełnie zwyczajną, w tej roli Mel Ferrer). Film koncentruje się na pokazaniu zabawnych i romantycznych losów Heleny, która waha się między tymi dwiema osobami – mężczyzną nietuzinkowym i mężczyzną zwyczajnym. Ostatecznie wybiera Henryka.

## Obsada
- Ingrid Bergman
- Jean Marais
- Mel Ferrer
- Jean Richard
- Pierre Bertin
- Jean Castagnier
- Dora Doll
- Jean Claudio
- Mirko Ellis
- Juliette Gréco
- Elina Labourdette